# John Larsen
John Høholt Larsen (ur. 25 maja 1962 w Helsingørze) – duński piłkarz występujący na pozycji obrońcy.

## Kariera klubowa
Larsen karierę rozpoczynał w sezonie 1980 w drugoligowym zespole Helsingør IF. W 1982 roku został graczem pierwszoligowego Lyngby BK. W sezonie 1983 zdobył z nim mistrzostwo Danii, a w sezonach 1984 oraz 1985 Puchar Danii. W Lyngby występował przez siedem sezonów.
W 1989 roku Larsen odszedł do Vejle BK, także grającego w pierwszej lidze. Spędził tam dwa sezony, a potem wrócił do Lyngby BK. W sezonie 1991/1992 wywalczył z nim mistrzostwo Danii. W 1994 roku przeniósł się do swojego pierwszego klubu, Helsingør IF. W 1995 roku zakończył tam karierę.

## Kariera reprezentacyjna
W reprezentacji Danii Larsen zadebiutował 8 lutego 1989 w wygranym 2:0 towarzyskim meczu z Maltą. 5 lutego 1990 w zremisowanym 1:1 towarzyskim pojedynku ze Zjednoczonymi Emiratami Arabskimi strzelił swojego jedynego gola w kadrze. W latach 1989–1990 w drużynie narodowej rozegrał 17 spotkań.